# 里卓哉
里卓哉（11月5日—），日本男性配音員、演員。出身於鹿兒島縣奄美大島。 身高175cm。

## 人物簡介
舊藝名里。Production Ace所屬，劇團Jama Jam Players團員。興趣和特長有射箭、觀賞綜合格鬥技、演劇&喜劇表演鑑賞、打排球等。

## 演出作品

### 電視動畫
2009年
- 戰場女武神（將校）

2010年
- 祝福的鐘聲（大叔A）
- 強襲魔女2（教師、機長）

2011年
- R-15（鳴唐吹音的父親〈鳴唐吹藏〉、3）
- 天魔黑兔（軍方男子）
- 神的記事本（組員A）
- STEINS;GATE（客人B、記者、廣播）
- 惡魔奶爸（不良1、強盗Z、不良D、不良2、艾達、木戶、聖石矢魔校長〈石動源磨〉）

2012年
- Another（竹之內）

2013年
- 宇宙戰艦大和號2199（凱瑞斯·克萊佐、秘密警察、加米拉斯士兵、保安部員、當美拿殊III世航宙士[3]）
- THE UNLIMITED 兵部京介（菊池完二）
- BLOOD LAD 血意少年（殭屍1號、拉麵店主人、門番）

2015年
- 海螺小姐

### OVA
2005年
- 魔（別見）

2006年
- 3 [注 1]

2011年
- 祝福的鐘聲OVA（肉屋）

### 遊戲
2017年
- 超級機器人大戰V（凱瑞斯·克萊佐）

### 外語配音
※作品依英文名稱及英文原名排序。

#### 演員
- 亞卓安·霍夫
  - 真正的正義（英语：True Justice）系列 （Graves）
    - 真正的正義1（日语：沈黙の宿命）
    - 真正的正義2（日语：沈黙の啓示）
    - 真正的正義3（日语：沈黙の背信）
    - 真正的正義4（日语：沈黙の弾痕）
    - 真正的正義5（日语：沈黙の挽歌）

#### 電影
- 13（英语：13 (2010 film)）（Paul〈Chris McKinney 飾演〉）
- 史前一億年（英语：100 Million BC）
- 1408
- 阿拉丁 (2019年電影)[4]
- Alphas
- 見證人（英语：Amen.）（Henry Francis）
- Arrowhead（英语：Arrowhead (2016 film)）（Tobias Hatch〈Mark Redpath 飾演〉）
- 霸凌女教師（英语：Bad Teacher）（Wally Snur校長〈John Michael Higgins 飾演〉）
- 比佛利拜金狗2（英语：Beverly Hills Chihuahua 2）
- 誰是大野狼（英语：Big Bad Wolves）（署長〈Dvir Benedek 飾演〉）
- 黑盒玄疑（英语：The Black Box (2005 film)）
- 血宴2（英语：Blood Feast 2: All U Can Eat）（Fuad Ramses III）
- 繡春刀（英语：沈黙の挽歌）（Graves）
- 藍調傳奇（英语：Cadillac Records）
- 資本愛情故事
- 微光城市
- 快克殺手
- 葬禮上的死亡
- 特禽鯊龍（英语：Dinoshark）（Steve Loggins〈Richard Miller 飾演〉）
- Disco
- 惡靈捕手（英语：Don't Kill It）（Otis Willard）
- 腐肉行屍（日语：ゾンビ・オブ・ザ・デッド）（Barry）
- 超級魔幻師
- 隕石噩夢（日语：アルマゲドン2008）
- 我在你屍體上吐痰，我在你墳墓上撒尿（日语：悪魔のえじき2）（Joe）
- 急凍末日（英语：Ice Twisters）
- Iep！（荷兰语：Iep!）（Loetje的父親）
- 我決定留下！（法语：Je Reste !）
- 特攻聯盟（新聞記者、Gang Kid）
- 肉食市場（日语：ミートマーケット ゾンビ撃滅作戦）（Azul）
- 肉食市場2（日语：ートマーケット 人類滅亡の日）（Bill）
- Men & Legends（山本會長）
- 超異能部隊（Hopgood准將〈Stephen Lang 飾演〉）
- 頭家千金（英语：My Boss's Daughter）（Jack Taylor〈Terence Stamp 飾演〉）
- 我媽的新男友（英语：My Mom's New Boyfriend）（Conrad〈Keith David 飾演〉）
- 敢死連（英语：On the Nameless Height）
- Operator (2015年電影)（Howard〈Michael Paré 飾演〉）
- 無法無天（英语：Outlaw (2007 film)）
- 放牛班快樂頌（英语：Paris 36）
- 通往9/11之路（英语：The Path to 9/11）（Pulaski）
- 神鬼奇航：死無對證（Lesaro）
- 赤壁
- 世紀交鋒（Theodore Riley〈Donnie Wahlberg 飾演〉）
- 合金殺手（日语：必殺処刑人 リベンジ）
- 惡街喋血（英语：Streets of Blood）（Downy Little〈Dother Sykes IV 飾演））
- 偷天密碼（英语：Thick as Thieves (2009 film)）
- 折磨（英语：Tortured (film)）
- 異域魔影（英语：Unearthed (film)）（Unearthed）
- 先生你哪位？

#### 電視影集
- Adventure Inc.（英语：Adventure Inc.）（Judson Cross〈Michael Biehn 飾演〉）
- 眼鏡蛇11：警報 (第2季)（德语：Alarm für Cobra 11 – Die Autobahnpolizei）
- 羅馬帝國興亡錄（英语：Ancient Rome: The Rise and Fall of an Empire）
- 暗俠（英语：The Cape (2011 TV series)）
- 勇者逆襲
- 鐵證懸案 (第7季)
- 孔子傳（日语：恕の人 -孔子伝-）
- 諜影迷情 (第2季)
- CSI犯罪現場 (第11季)
- CSI犯罪現場：紐約 (第6、7季)
- 夢想起飛Dream High（姜珉哲）
- 美女上錯身
- 豪斯醫生 (第4季)
- El Cuerpo del Deseo（英语：El Cuerpo del Deseo）
- 巨人（成模）
- 武神（崔良伯〈朴尚民 飾演〉）
- 階伯
- 檀島警騎2.0（Adam 'Toast' Charles〈Martin Starr〉、Dost）
- 麵包王金卓求
- 霹靂遊俠 (2008年電視影集)（Alex Torres〈Yancey Arias 飾演〉）
- 廣告狂人
- 學習之神（車基奉／柳鐵之介〈邊熙峰 飾演〉）
- 靈媒緝凶 (第6季)
- 神探阿蒙 (第7季)
- 還珠格格
- 史前逃龍 (第2季)
- 越獄風雲 (第4季)（Light）
- 妙女神探
- 羅賓漢
- 慾海醫心
- 神探夏洛克
- 弑者誅心 (第2季)（英语：Those Who Kill）
- 火炬木小组
- 美眉校探
- 血洗白教堂 (第3季)

#### 動畫
- 阿甘妙世界（Nigel Brown校長）
- Petit-Vampi（法语：Petit-Vampi）

### 舞台
※未標示劇團名稱說明以劇團Jama Jam Players所屬團員參演。
2003年
- 先來的幸福（マキノ）
- ★（小松川辰平）

2004年
- Remember me？
- Last刑事

2005年
- 池袋
- 幕

2006年
- 奥山今日越
- Remember me？再演版

2007年
- [注 2]

2008年
- 再生紙[注 2]

2009年
- 煩惱的狗

2012年
- GKDN計劃「Night of The Living Hero」（8月24日－26日，新宿SPACE107）

## 腳註

## 外部連結
- Production Ace公式官網的聲優簡介 （日語）
- 劇團Jama Jam Players （页面存档备份，存于）官方網站 （日語）